# Championnat NCAA d'escrime par équipes
La National Collegiate Athletic Association ou NCAA organise chaque année un championnat national d'escrime, mettant aux prises les différentes universités qui lui sont affiliées.

## Classement combiné
Le classement ci-dessous  est celui des épreuves combinées, c'est-à-dire les résultats associés des épreuves masculines et féminines.

## Palmarès
| Éd.  | Classement combiné | Classement combiné      |
| Éd.  | Vainqueur          | Deuxième place          |
| ---- | ------------------ | ----------------------- |
| 2024 | Harvard            | Notre-Dame              |
| 2023 | Notre-Dame         | Princeton               |
| 2022 | Notre-Dame         | Harvard                 |
| 2021 | Notre-Dame         | Penn State              |
| 2020 | Non disputé        | Non disputé             |
| 2019 | Columbia-Barnard   | Penn State              |
| 2018 | Notre-Dame         | Columbia-Barnard        |
| 2017 | Notre-Dame         | Ohio State              |
| 2016 | Columbia-Barnard   | Ohio State              |
| 2015 | Columbia-Barnard   | Penn State              |
| 2014 | Penn State         | Princeton               |
| 2013 | Princeton          | Notre-Dame              |
| 2012 | Ohio State         | Princeton               |
| 2011 | Notre-Dame         | Penn State              |
| 2010 | Penn State         | St. John's              |
| 2009 | Penn State         | Notre-Dame              |
| 2008 | Ohio State         | Notre-Dame              |
| 2007 | Penn State         | St. John's              |
| 2006 | Harvard            | Penn State              |
| 2005 | Notre-Dame         | Ohio State              |
| 2004 | Ohio State         | Penn State              |
| 2003 | Notre-Dame         | Penn State              |
| 2002 | Penn State         | St. John's              |
| 2001 | St. John's         | Penn State              |
| 2000 | Penn State         | Notre-Dame / St. John's |
| 1999 | Penn State         | Notre-Dame              |
| 1998 | Penn State         | Notre-Dame              |
| 1997 | Penn State         | Notre-Dame              |
| 1996 | Penn State         | Notre-Dame              |
| 1995 | Penn State         | St. John's              |
| 1994 | Notre-Dame         | Penn State              |
| 1993 | Columbia-Barnard   | Penn State              |
| 1992 | Columbia-Barnard   | Penn State              |
| 1991 | Penn State         | Columbia-Barnard        |
| 1990 | Penn State         | Columbia-Barnard        |

## Hommes
| Éd.       | Classement masculin | Classement masculin |
| Éd.       | Vainqueur           | Deuxième place      |
| --------- | ------------------- | ------------------- |
| 1989      | Columbia            | Penn State          |
| 1988      | Columbia            | Notre-Dame          |
| 1987      | Columbia            | Penn                |
| 1986      | Notre-Dame          | Columbia            |
| 1985      | Wayne State         | Notre-Dame          |
| 1984      | Wayne State         | Penn State          |
| 1983      | Wayne State         | Notre-Dame          |
| 1982      | Wayne State         | Clemson             |
| 1981      | Penn                | Wayne State         |
| 1980      | Wayne State         | Penn / MIT          |
| 1979      | Wayne State         | Notre-Dame          |
| 1978      | Notre-Dame          | Penn                |
| 1977      | Notre-Dame          | NYU                 |
| 1976      | NYU                 | Wayne State         |
| 1975      | Wayne State         | Cornell             |
| 1974      | NYU                 | Wayne State         |
| 1973      | NYU                 | Penn                |
| 1972      | Detroit             | NYU                 |
| 1971      | NYU / Columbia      | Pas de deuxième     |
| 1970      | NYU                 | Columbia            |
| 1969      | Penn                | Harvard             |
| 1968      | Columbia            | NYU                 |
| 1967      | NYU                 | Penn                |
| 1966      | NYU                 | Army                |
| 1965      | Columbia            | NYU                 |
| 1964      | Princeton           | NYU                 |
| 1963      | Columbia            | Navy                |
| 1962      | Navy                | NYU                 |
| 1961      | NYU                 | Princeton           |
| 1960      | NYU                 | Navy                |
| 1959      | Navy                | NYU                 |
| 1958      | Illinois            | Columbia            |
| 1957      | NYU                 | Columbia            |
| 1956      | Illinois            | Columbia            |
| 1955      | Columbia            | Cornell             |
| 1954      | Columbia / NYU      | Pas de deuxième     |
| 1953      | Penn                | NYU                 |
| 1952      | Columbia            | NYU                 |
| 1951      | Columbia            | Penn                |
| 1950      | Navy                | NYU / Rutgers       |
| 1949      | Army / Rutgers      |                     |
| 1948      | CCNY                | Navy                |
| 1947      | NYU                 | Chicago             |
| 1943-1946 | Non disputé         | Non disputé         |
| 1942      | Ohio State          | St. John's          |
| 1941      | Illinois            | Northwestern        |

## Femmes
| Éd.  | Classement féminin | Classement féminin |
| Éd.  | Vainqueur          | Deuxième place     |
| ---- | ------------------ | ------------------ |
| 1989 | Wayne State        | Columbia-Barnard   |
| 1988 | Wayne State        | Notre-Dame         |
| 1987 | Notre-Dame         | Temple             |
| 1986 | Penn               | Notre-Dame         |
| 1985 | Yale               | Penn               |
| 1984 | Yale               | Penn State         |
| 1983 | Penn State         | Wayne State        |
| 1982 | Wayne State        | San José State     |